# AIM-95 Agile
Agile ([ˈædʒaəl] чит. «Э́джайл», с англ. «живчик», войсковой индекс — AIM-95) — американская управляемая ракета класса «воздух—воздух» малой дальности. Предназначалась для замены на флоте УРВВ «Сайдуайндер». Была разработана в период с 1968 по 1975 гг. Исследовательским центром вооружения флота Главного управления вооружения ВМС США в Чайна-Лейк, штат Калифорния совместно с компанией Hughes в Калвер-Сити, Калифорния.

## История
Разработка
Ракета имела ряд усовершенствованных узлов, таких как инфракрасная головка самонаведения с повышенной надёжностью захвата высокоманевренных целей, усовершенствованный твердотопливный ракетный двигатель и система управления вектором тяги. «Эджайл» показала высокие шансы быть принятой на вооружение: Финансирование работ над альтернативным проектом УРВВ AIM-82A для ВВС США было остановлено в 1970 году через два месяца после заключения контрактов с подрядчиками на проведение опытно-конструкторских работ под предлогом того, что продолжение работ по ней порождало «ненужное соревнование» между видами вооружённых сил.
Испытания
После того как ВВС США отменили дальнейшую разработку ракет AIM-82, «Эджайл» стали прорабатывать также под нужды истребителей ВВС. Несмотря на то, что ракета показала требуемые результаты в ходе испытаний, в итоге пересилила позиция сторонников коренной модернизации и продления срока эксплуатации ракет «Сайдуайндер», кроме того на горизонте возникла совместная американо-британская программа разработки УРВВ ASRAAM и по итогам слушаний в Подкомитете по военным ассигнованиям палаты представителей Конгресса США проект «Эджайл» был закрыт как чрезмерно затратный для государственного бюджета. Закупочная стоимость одной ракеты AIM-95A в ценах 1974 бюджетного года составляла от $35 до $50 тыс. в зависимости от объёма государственного заказа (при условии закупки не менее 5 тыс. ед.).
Следует отметить, что тот же Исследовательский центр вооружения флота одновременно с разработкой «Эджайл» вёл работы в направлении совершенствования и модернизации ракет «Сайдуайндер», проектируя их модифицированный вариант под названием «Супер-Сайдуайндер» (AIM-9L Super Sidewinder). Только, если в 1974 году этот вариант виделся разработчикам промежуточным до времени принятия на вооружение «Эджайл», то в итоге ракетам «Сайдуайндер» предстояло остаться на вооружении ещё на многие десятилетия, — в редакционной статьей в журнале «Флайт-интернешнл» процесс с разработкой «Эджайл» для замены ракет «Сайдуайндер» был охарактеризован как «попытки заменить незаменимое».

## Тактико-технические характеристики
Источники информации : 
Общие сведения
- Самолёт-носитель — палубная авиация ВМС США
- Категории поражаемых целей — одиночные средства воздушного нападения типа «реактивный самолёт»

Система наведения
- Устройство наведения ракеты на цель — ИК ГСН
- Тип головки самонаведения — оптическая пассивная

Аэродинамические характеристики
- Аэродинамическая компоновочная схема — нормальная

Массо-габаритные характеристики
Боевая часть
- Тип БЧ — осколочно-фугасная с готовыми поражающими элементами
- Тип предохранительно-исполнительного механизма — дистанционного действия, радиолокационный, срабатывание на объём

Двигательная установка
- Тип ДУ — РДТТ